# Сан-Ігнасіо (Чилі)
Сан-Ігнасіо (ісп. San Ignacio) — селище в Чилі. Адміністративний центр однойменної комуни. Населення - 2580 осіб (2002). Селище і комуна входить до складу провінції Дигильїн і регіону Ньюбле.
Територія комуни – 363,6 км². Чисельність населення - 15 992 мешканців (2007). Щільність населення - 43,98 чол./км².

## Розташування
Селище розташоване за 23 км південніше адміністративного центру провінції - Чильян.
Комуна межує:
- на півночі - з комунами Чильян, Чильян-В'єхо
- на північному сході - з комуною Пінто
- Півдні — з комуною Ель-Кармен
- на заході - з комуною Бульнес